# Provincia di Binh Long
Binh Long (vietnamita: Bình Long) è una ex-provincia Vietnamita, della regione Dong Nam Bo, costituita nel 1956.
Oggi fa parte della provincia di Binh Phuoc.

## Distretti
- An Lộc
- Lộc Ninh
- Chơn Thành